# Том Грийн (окръг, Тексас)
Окръг Том Грийн (на английски: Tom Green County) е окръг в щата Тексас, Съединени американски щати. Площта му е 3991 km², а населението - 104 010 души (2000). Административен център е град Сан Анджело.